# U.S. Steel Tower
La U.S. Steel Tower, también conocido como edificio Steel (antiguamente USX Tower), es el edificio más alto de Pittsburgh, el cuarto edificio más alto de Pensilvania y el 37.º edificio más alto de Estados Unidos. Completado en 1970, la torre tiene 64 plantas, una altura de 256 m y 214 000 m² de espacio alquilable. Su nombre original fue U.S. Steel Building durante muchos años hasta que fue cambiado a USX Tower en 1988. El nombre fue finalmente cambiado de nuevo a U.S. Steel Tower en enero de 2002, para reflejar la nueva identidad corporativa de U.S. Steel (USX fue el conglomerado combinado petróleo/energía/siderurgia de la década de 1990). Aunque ya no es el dueño del edificio, U.S. Steel es uno de los mayores inquilinos, ocupando más de 50 000 m² de espacio de oficinas. El edificio está situado en el 600 de la calle Grant.

## Historia
En las etapas de planeamiento, los ejecutivos de U.S. Steel consideraban hacer al edificio el más alto del mundo, pero establecieron su altura en 840 pies (256 m) y la distinción de ser el edificio más alto fuera de Nueva York y Chicago. Sin embargo, incluso perdió finalmente esa distinción con nuevos edificios erigidos por todo Estados Unidos. Antes de 1970, el edificio más alto de Pittsburgh, con 44 plantas, era el Gulf Building. Ahora conocido como Gulf Tower, fue la sede original de Gulf Oil Corporation.
U.S. Steel Tower es notable arquitecturalmente por su forma triangular con esquinas melladas. El edificio también hizo historia por ser el primero en usar columnas ignífugas rellenas de líquido. U.S. Steel situó deliberadamente las masivas columnas de acero en el exterior del edificio para exhibir un nuevo producto llamado acero corten. El corten resiste los efectos corrosivos de la lluvia, la nieve, el hielo, la niebla y otras condiciones meteorológicas formando una capa de oxidación marrón oscuro sobre el metal, que inhibe una penetración más profunda y no necesita pintura ni mantenimiento para prevención de óxido a lo largo de los años. El efecto del clima inicial sobre el material resultó en la decoloración de las aceras y edificios cercanos.[cita requerida] Un esfuerzo de limpieza fue orquestado por la corporación una vez que se completó el efecto del clima para deshacer este daño, pero las aceras tenían todavía un tinte oxidado. El acero corten para el edificio fue fabricado en el antiguo U. S. Steel Homestead Works. 
Rockwell International, que tenía su sede en el edificio hasta mediados de la década de 1980, mostró un gran modelo del Transbordador STS de la NASA, diseñado por Rockwell, en el vestíbulo del edificio hasta que se trasladó a otras instalaciones.
La torre contiene más de 40 000 toneladas métricas de acero estructural, y casi un acre de espacio de oficinas por planta. Actualmente, el mayor inquilino del edificio es UPMC, que ocupa 46 000 m² de espacio de oficinas en la torre.

## Características

### Columnas rellenas de agua

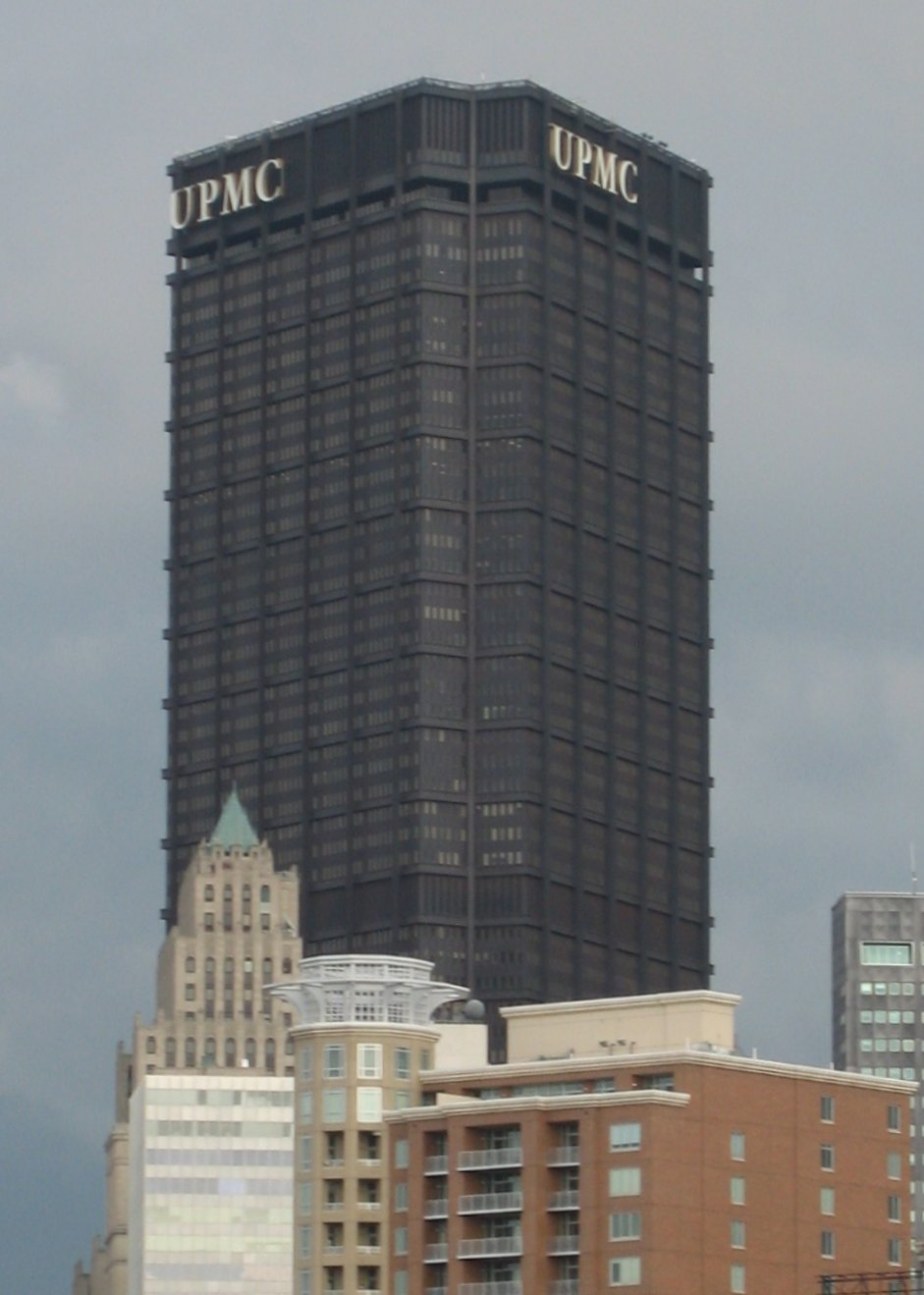
Otra vista de U.S. Steel Tower con el signo del Centro Médico de la Universidad de Pittsburgh.

Aunque aceptado por puentes, etc, el corten estructural expuesto en un edificio no era posible usando métodos de construcción estándar porque el acero necesitaba estar protegido por hormigón o un material aislante para cumplir los requisitos de protección ante el fuego del derecho urbanístico. Se logró la protección contra el fuego para las 18 columnas de esta torre, haciéndolas huecas y rellenas con una mezcla de agua, anticongelante e inhibidor de corrosión, una técnica patentada en el siglo XIX. En otro edificio mencionado en 1970, las vigas horizontales fueron también huecas e interconectados con las columnas, para que el sistema entero sea a prueba de fugas.

### Sistemas internos
U.S. Steel Tower incluye varios sistemas redundantes que han permitido al edificio mantenerse libre de interrupciones de servicio no planeadas desde que fue construido. Es alimentado por dos tuberías principales de agua redundantes, una desde Grant Street y otra desde 7th Avenue. Ambas son plenamente mantenidas y probadas anualmente. Cualquier tubería se responsabilizará automáticamente de la demanda de agua del edificio en caso de fallo. Además, el edificio tiene cuatro bombas de agua redundantes, cualquiera de las cuales puede satisfacer las necesidades de todo el edificio. El rascacielos también tiene cuatro alimentadores eléctricos redundantes, que llegan de varias subestaciones. Por último, el edificio tiene sistemas de calefacción y enfiramiento completamente redundantes, incluyendo dos calderas y dos enfriadores de aire. Las calderas pueden quemar tanto gas natural como fuel-oil #2. El ajuste manual del sistema en caso de escasez de suministro lleva solo minutos.

### Señalización
El Centro Médico de la Universidad de Pittsburgh alquiló varias plantas de la torre, que ahora sirve como la sede de la institución, en 2007. Junto con este alquiler, la compañía también adquirió nuevos signos leyendo "UPMC" para la parte superior de cada uno de los tres lados del edificio. La Comisión de Planeamiento de aprobó los signos de 6 m, y la mayoría de las letras fueron instaladas mediante helicóptero el 7 de junio de 2008.

### Belén
Cada año, un famoso pesebre o belén se expone en el jardín del edificio.

### Azotea
Al contrario que muchos edificios de altura similar, U.S. Steel Tower no se estrecha en anchura de sus plantas inferiores a las superiores. En consecuencia, la torre luce la «azotea más grande del mundo con su altura o superior», con un tamaño de aproximadamente un acre. Esta extensión plana fue usada como un helipuerto, pero en enero de 2012, había estado inactivo durante 20 años.

#### High Point Park Investigation
Una organización conocida como High Point Park Investigation  fue formada para explorar la posibilidad de convertir la inactiva azotea de U.S. Steel Tower en una atracción de algún tipo —un «pináculo de perspectiva donde las personas vayan a ver las vistas, un hito como la Torre Eiffel o el Empire State Building». Esta transformación podría tomar la forma de un parque natural, una galería o algún otro tipo de atracción. High Point Park Investigation está situada en STUDIO para Investigación Creativa de Carnegie Mellon University y ha recibido la aprobación de organizaciones regionales, incluyendo Pittsburgh Parks Conservancy y VisitPittsburgh.com. En enero de 2010, el dueño del edificio no había expresado interés en el desarrollo de la azotea de la torre, pero el interés público en el potencial de tal proyecto ha sido alto.

## Turismo

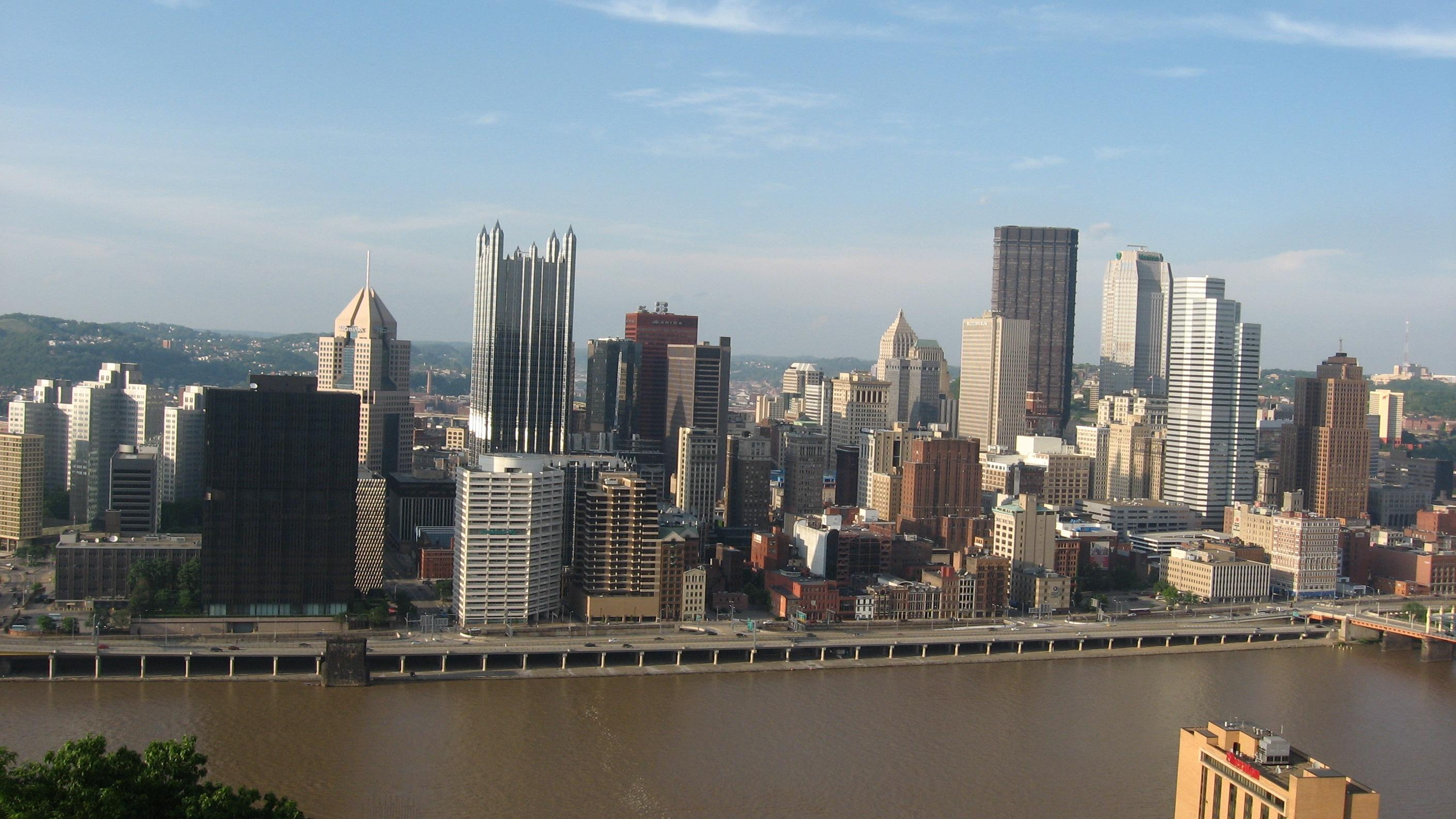
Skyline de Pittsburgh desde Mount Washington

En días claros, es posible divisar U. S. Steel Tower desde distancias hasta los 50 millas (80 km), desde la parte superior de Chestnut Ridge en Laurel Highlands, en el sureste de la ciudad.

## Representaciones ficticias
U.S. Steel Tower hace una aparición Dogma y figura prominentemente en Muerte súbita, Boys on the Side, Striking Distance, y el video de la canción de rap Black and Yellow, de 2010.